# Karl Joseph Schulte
Karl Joseph Schulte (Haus Valbert, Paderborn, 14 de setembro de 1871 — Colônia, 11 de março de 1941) foi um cardeal germânico da Igreja Católica. Serviu como Arcebispo de Colônia de 1920 até a sua morte, sendo criado cardeal em 7 de março de 1921.
Foi um forte oponente do comunismo e do Nazismo. Teve participação da elaborção da encíclica Mit brennender Sorge que condenou o regime nazista alemão.
Faleceu em Colônia na idade de 69 anos. Está sepultado na cripta arquiepiscopal da Catedral de Colônia.

## Biografia
Karl Joseph Schulte era filho de Oswaldo e Antonetta (nascida Schlünder) Schulte. Confirmado em 24 de julho de 1887, estudou em um seminário em Essen e na Universidade de Tubinga (onde obtem o doutorado em teologia em 5 de março de 1903). Schulte foi ordenado como padre pelo bispo Hubert Theophil Simar em 22 de março de 1895.
Em seguida, ele fez um trabalho pastoral em Paderborn, inclusive atuando como um vigário em Witten, até 1901. Ele foi o repetidor no Collegio Leonino e no Seminário Maior de Paderborn de 1901 a 1905, onde ele começou a ensinar teologia, direito canônico, e apologética na Faculdade Teológica de Paderborn.
Em 30 de novembro de 1909, Schulte foi eleito bispo de Paderborn, uma escolha confirmada por Papa Pio X em 7 de fevereiro de 1910. Recebeu sua consagração episcopal em 19 de março de 1910 por Anton Hubert Fischer, tendo como co-sagrantes os bispos Michael Korum e Hermann Dingelstadt, na Catedral de Paderborn. Schulte, que durante a I Guerra Mundial organizou uma grande força de ajuda para os prisioneiros britânicos e franceses nos campos de prisioneiros alemães, foi nomeado Arcebispo de Colônia em 8 de março de 1920.
O Papa Bento XV o criou cardeal com o título de cardeal-presbítero de Santos Quatro Mártires Coroados no consistório de 7 de março de 1921, recebendo o chapéu vermelho em 10 de março.

## Conclaves
- Conclave de 1922 - participou da eleição do papa Pio XI
- Conclave de 1939 - participou da eleição do papa Pio XII